# Garsdorf (Bedburg)

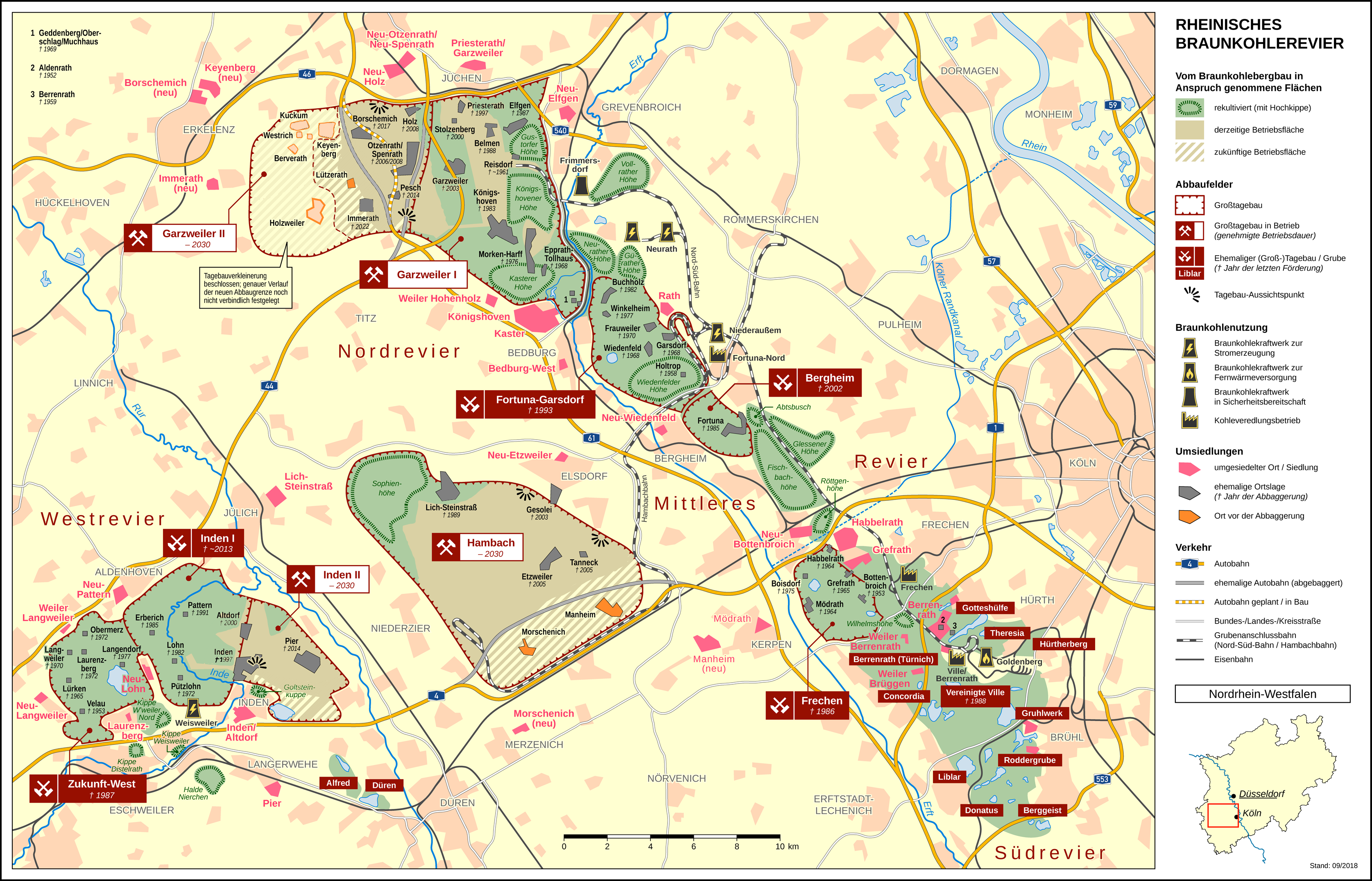
Lage des ehemaligen Ortes Garsdorf im Rheinischen Braunkohlerevier

Garsdorf war ein Ortsteil der Stadt Bedburg im Landkreis Bergheim (Erft) in Nordrhein-Westfalen. Der Ort wurde 1965 wegen des Braunkohletagebaus Fortuna-Garsdorf gemeinsam mit den Nachbarorten Frauweiler und Wiedenfeld umgesiedelt. Garsdorf und Frauweiler wurden der Bedburger Ortschaft Rath zugeschlagen. Die Wiedenfelder fanden ihre neue Heimat in Bergheim.
In den letzten Jahren vor der Umsiedlung hatte Garsdorf 360 Einwohner.

## Geschichte von Garsdorf

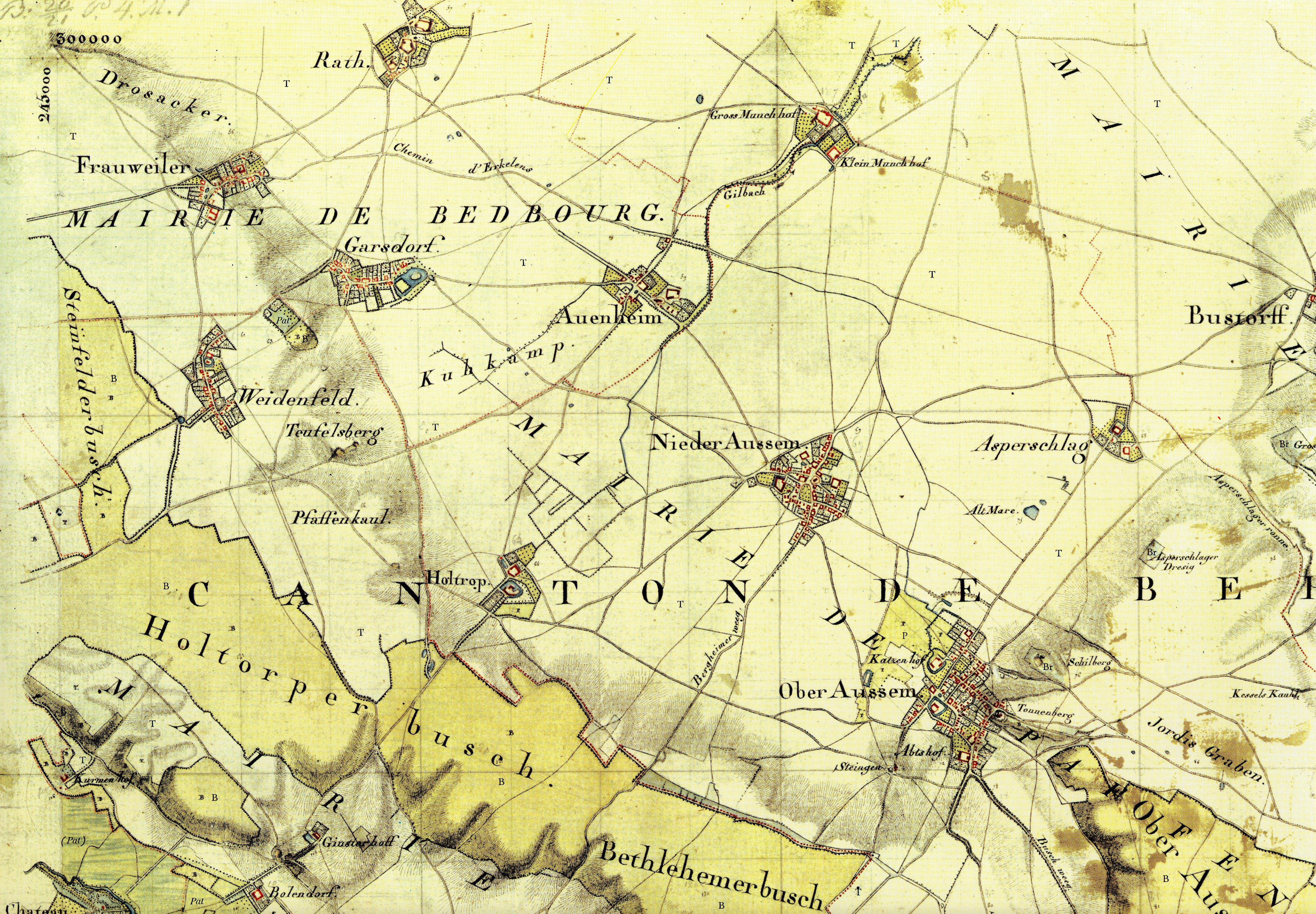
Tranchot-Karte der Region von 1807

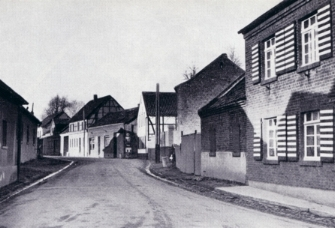
Hauptstraße

Genau wie Frauweiler taucht Garsdorf in einer kirchlichen Urkunde 1117 das erste Mal auf. Den Ort müsste es aber schon einige Zeit vorher gegeben haben. Die früheren Ortsbezeichnungen lassen zwei Schlüsse auf die Bedeutung des Ortsnamens zu. Zum einen wurde „Geuestorp“ des Öfteren erwähnt, was so viel wie Landdorf heißt. Aber auch unter „Gersdorf“ wurde der Ort erwähnt, was dann Rückschlüsse auf den Namen Gerhard zulässt, also „Gerhardsdorf“.
Das Gebiet um Garsdorf muss sehr reich an Wasser gewesen sein, daher verzichtete man bei vielen Häusern auf einen Keller, da ansonsten die Baugrube vollgelaufen wäre. Man erzählte sogar, dass man früher mit einem Schiff vom Garsdorfer Burgweiher nach Auenheim gekommen wäre. Allerdings ist eine solche Erzählung wohl eher im Bereich der Sagen und Märchen unterzubringen.
Kirchlich gesehen war Garsdorf seit je Teil des Kirchspiels Auenheim. Dadurch entstand auch eine starke Bindung zwischen den beiden Orten.
Zu Beginn des 13. Jh. treten die ersten Herren von Garsdorf auf. Aus dieser Zeit stammte auch die Burg in Garsdorf, die bis etwa ins 16. oder 17. Jahrhundert Bestand hatte. Durch Tod oder Heirat wechselten die Burgherren in Garsdorf oft. Als letzte Herrscherfamilie über Garsdorf wird die Familie von Salm-Reifferscheid aufgeführt. Mit dem Einmarsch der Franzosen wurde Garsdorf Teil des Amtes (Mairie) Bedburg.
Von jeher war Garsdorf durch die Landwirtschaft geprägt und entwickelte sich im 19. Jahrhundert zum Zentrum für Handwerk und Handel. Es gab zehn verschiedene Handwerksbetriebe, zwei Gastwirtschaften und vier Geschäfte bei 280 Einwohnern.

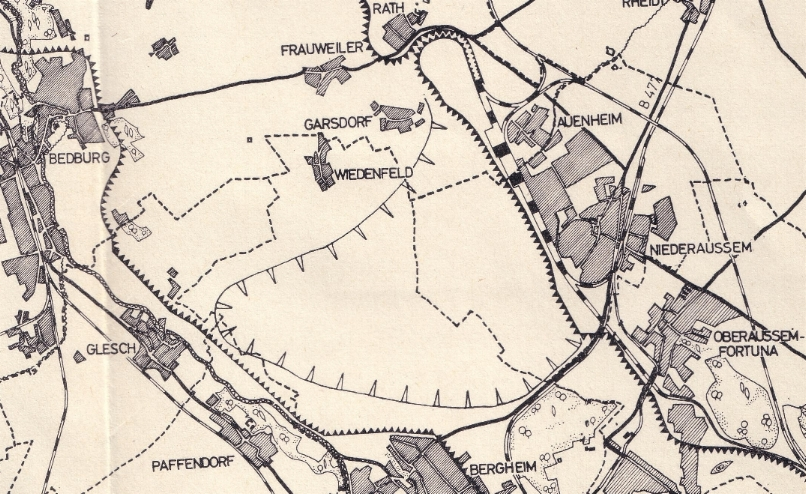
Lage des Ortes im Tagebau

Durch den Bergbau änderte sich diese Struktur aber schnell. Die Zahl der Erwerbstätigen im Bergbau stieg sprunghaft an. Garsdorf erging es aber auch nicht anders als Frauweiler: Der Bergbau, der Wohlstand brachte, forderte seinen Tribut, und so mussten auch die Garsdorfer bis 1965 ihren Ort verlassen und nach Rath umsiedeln.

## Rekultivierung
Heute ist vom Tagebau Fortuna-Garsdorf nichts mehr zu sehen. Hier entstand ein Naherholungsgebiet. Auf der Wiedenfelder Höhe und der Rekultivierungsfläche des alten Tagebaus erinnern eine Gedenktafel und Wegkreuze an die umgesiedelten Orte und Höfe.
Die Themenstraße Straße der Energie führt heute über das rekultivierte Gebiet.